# Totoești
Totoești – wieś w Rumunii, w okręgu Jassy, w gminie Erbiceni. W 2011 roku liczyła 1635 mieszkańców.